# Thế kỷ 14 TCN

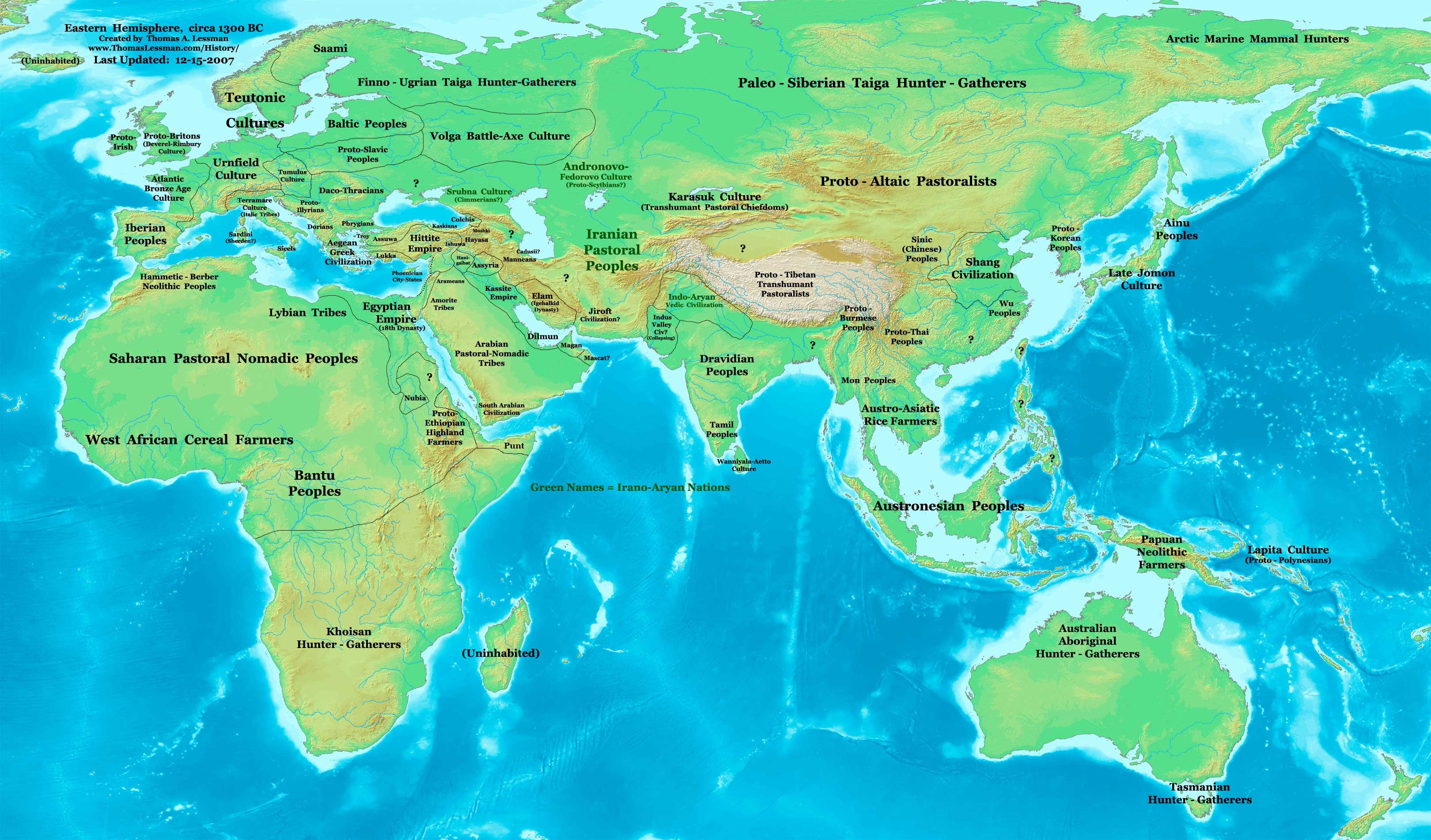
Bán cầu Đông năm 1400 TCN

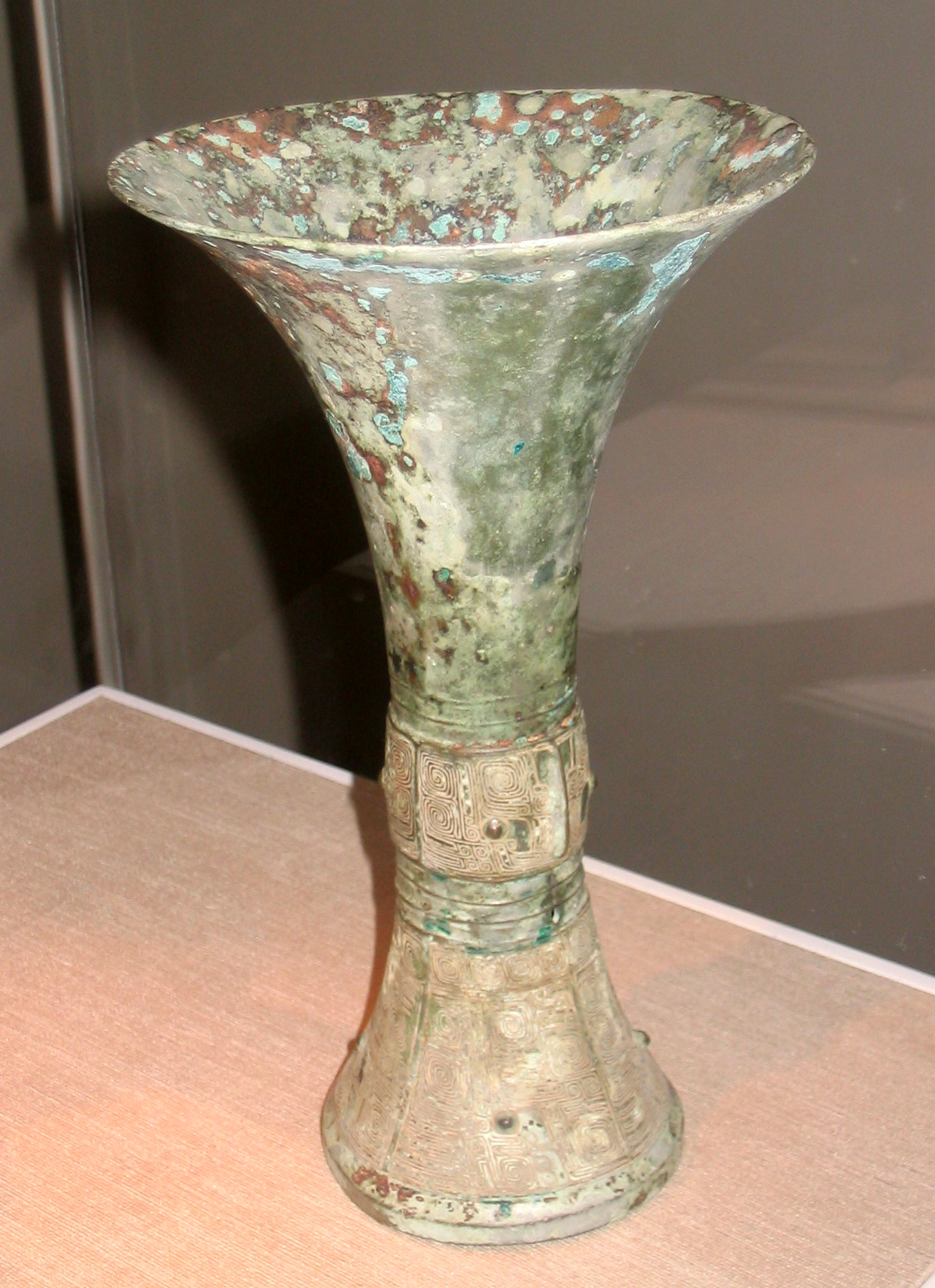
Cốc uống rượu, Nhà Thương, thế kỷ 13 TCN, Phòng tranh Arthur M. Sackler.

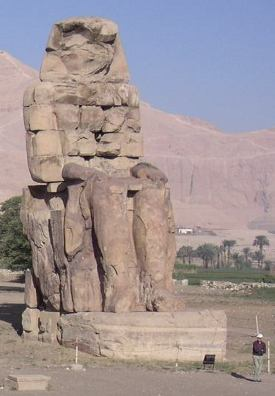
Phía bắc Đấu trường La Mã

Thế kỉ 14 TCN bắt đầu từ ngày đầu tiên của năm 1400 TCN và kết thúc vào năm 1301 TCN.

## Sự kiện
1397 TCN— Pandion I , vị vua huyền thoại của Athens , qua đời sau 40 năm trị vì và được kế vị bởi con trai của ông là Erechtheus II của Athens.
1396 TCN : Thương vương Trọng Đinh chết sau 9 năm trị vì , con ông là Ngoại Nhâm kế vị .
Người Hittite được cai trị bởi vua Arnuwanda I (cho đến năm 1360 TCN ).
1389 TCN: 
Pharaoh Amenhotep III của Ai Cập kết hôn với Tiye , Nữ hoàng chính của ông.
1386 TCN : Thương vương Ngoại Nhâm chết sau 10 năm trị vì , em ông là Hà Đản Giáp kế vị .
Amenhotep III cố gắng kết nối sông Nile và Biển Đỏ bằng một con kênh, tuy nhiên, điều này đã không được thực hiện thành công cho đến gần 1000 năm sau với việc mở kênh đào của các Pharaoh .
1378 trước Công nguyên - Đế chế Assyria cũ bị tan rã.
1377 TCN : Thương vương Hà Đản Giáp chết sau 9 năm trị vì , côn ông là Tổ Ất kế vị .
1375 TCN - Văn hóa Minoan kết thúc trên đảo Crete .
1375 TCN — Khu cung điện Knossos bị bỏ hoang.
1375 TCN : vua Kurigalzu I của người Kassite qua đời .
1368 TCN — Cái chết của Erichthonius , vị vua thần thoại của Dardania .
1365 TCN - Ashur-uballit I lên ngôi ở Assyria .
1365 TCN — Thành Tiryns , Hy Lạp , được xây dựng.
1360 TCN - Kadashman-Enlil I vua của người Kassite qua đời .
1358 TCN : Thương vương Tổ Ất chết sau 19 năm trị vì , con ông là Tổ Tân kế vị .
1356 TCN - Amenhotep IV bắt đầu thờ Aten ở Ai Cập cổ đại , đổi tên thành Akhenaten và dời đô đến Akhetaten , bắt đầu Thời kỳ Amarna .
1352 TCN - Amenhotep III ( Vương triều thứ mười tám của Ai Cập ) qua đời .

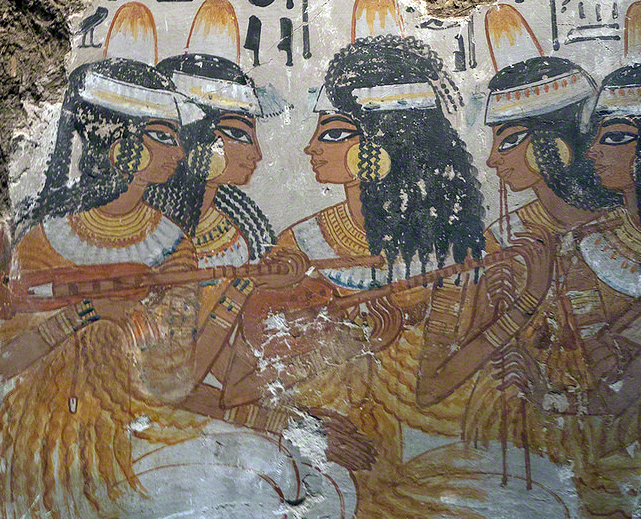
Một bức tranh vẽ Thebes, Ai Cập vào năm 1350 TCN

1348 TCN —Pharaoh Amenhotep IV đổi tên thành Akhenaten .
1348 TCN – 1336 TCN: Chiếc bình hình Tish, từ Akhetaten được chế tạo. Vương triều thứ 18. Hiện nó nằm trong Bảo tàng Anh , London .
1347 TCN — Vua Erechtheus II được cho là bị sét đánh chết sau khi trị vì 50 năm và được kế vị bởi em trai ông là Cecrops II .
1346 TCN - Amenhotep IV của Ai Cập bắt đầu Giáo phái Aten của mình và bắt đầu xây dựng Amarna dự định làm thủ đô mới của mình.
1345 TCN - Amenhotep IV của Ai Cập đổi tên mình thành Akhenaten .
1344 TCN –vua Šuppiluliuma I của người Hittite xâm lược vùng trung tâm Anatolian và phát động hai chiến dịch chống lại người Mitanni .
1343 TCN : Thương vương Tổ Tân chết sau 14 năm trị vì , em ông là Ốc Giáp kế vị .
1342 TCN —Pharaoh Tutankhamun  ra đời.
1340 TCN — Các bức tường bằng gạch thạch cao được xây dựng ở  Mycenae .
1338 TCN : Thương vương Ốc Giáp chết sau 5 năm trị vì , cháu ông là Tổ Đinh kế vị .
1336 TCN: Tutankhaten trở thành Pharaoh của Ai Cập và kết hôn với Ankhesenpaaten , em gái cùng cha khác mẹ và em họ cũng như con gái của người tiền nhiệm Akhenaten .
1329 TCN : Thương vương Tổ Đinh chết sau 9 năm trị vì , em họ ông là Nam Canh kế vị .
1324 TCN - Cái chết của Pharaoh Tutankhamun của Ai Cập .
1324 trước Công nguyên - Ay kế vị Tutankhamun .
1323 TCN - Vương triều thứ 18 kết thúc.
1322 TCN - Vua Arnuwanda II của người Kassite qua đời .
1320 TCN : Thương vương Nam Canh chết sau 6 năm trị vì , cháu ông là Dương Giáp kế vị .
1319 TCN - Triều đại của Ay kết thúc.
1317 TCN - Enlil-nirari kế vị cha mình làm vua của Assyria .
1316 TCN : Thương vương Dương Giáp chết sau 4 năm trị vì , em ông là Bàn Canh kế vị .
Ngày 24 tháng 6 năm 1312 TCN (hoặc ngày 13 tháng 4 năm 1308 TCN ) - Mursili II phát động chiến dịch chống lại Vương quốc Azzi-Hayasa .
1308 TCN
Cecrops II , vị vua huyền thoại của Athens , chết sau 40 năm trị vì và được kế vị bởi con trai của ông là Pandion II . Pandion II sau đó đã bị đẩy đi lưu vong khỏi Athens bởi các con trai của anh trai Cecrops II (hoặc có thể là cháu trai) Metion , để Metion có thể nắm quyền. Pandion II chạy trốn đến Megara , nơi ông kết hôn với con gái của Nhà vua và cuối cùng thừa kế ngai vàng. Sau khi ông qua đời, các con trai của Pandion II trở lại Athens và đánh đuổi các con trai của Metion .
1307 TCN - Adad-nirari I trở thành vua của Assyria .
1306 TCN - Horemheb trở thành pharaoh của Ai Cập cổ đại .
1302 TCN : Thương vương Bàn Canh dời đô về Ân .
1300 TCN — Một số người ở "Vùng rừng phía Đông" bắt đầu xây dựng các công trình đất lớn, gò đất và đá. Điểm Nghèo đói , Louisiana là điểm sớm nhất.
1300 TCN – 1200 TCN — Kho bạc Atreus , Mycenae , Hy Lạp , được xây dựng. Được khai quật bởi Christos Stamatakis vào năm 1878.
1300 TCN – 1200 TCN — Cung điện tại Pylos được xây dựng.
1300 TCN– 1100 TCN - Bình chiến binh , từ Mycenae , Hy Lạp cổ đại , được chế tạo. Hiện nó nằm ở Bảo tàng Khảo cổ học Quốc gia Athens .
300 TCN-1200 TCN chiến trường thung lũng Tollense diễn ra.